# Лидмах
Лидмах — пресноводное озеро на территории Поросозерского сельского поселения Суоярвского района Республики Карелии.

## Общие сведения
Площадь озера — 1,1 км². Располагается на высоте 171,2 метров над уровнем моря.
Форма озера продолговатая: оно более чем на два километра вытянуто с северо-запада на юго-восток. Берега каменисто-песчаные, местами заболоченные.
Из северо-западной оконечности озера вытекает безымянный водоток, впадающий с левого берега в реку Юдозерку, впадающую, в свою очередь, в реку Болу. Последняя впадает в озеро Гимольское, через которое течёт река Суна.
Вдоль юго-западного берега озера проходит линия железной дороги Суоярви — Суккозеро.
Населённые пункты вблизи водоёма отсутствуют.
Код объекта в государственном водном реестре — 01040100211102000017821.